# Lützow (1931)
Lützow (wcześniejsza nazwa Deutschland) – niemiecki okręt pancerny typu Deutschland, klasyfikowany od 1939 jako krążownik ciężki, a potocznie nazywany „pancernikiem kieszonkowym”. Zwodowany 19 maja 1931 w stoczni Deutsche Werke w Kilonii z udziałem kanclerza  Niemiec Heinricha Brüninga i prezydenta Niemiec okresu Republiki Weimarskiej marszałka Paula von Hindenburga, rozpoczął służbę 1 kwietnia 1933.

## Historia
Po podniesieniu bandera w Wilhelmshaven przeszedł do Kilonii, gdzie 22 maja 1933 wziął udział w paradzie morskiej, którą odbierał z jego pokładu kanclerz III Rzeszy Adolf Hitler. W 1934 trwało intensywne szkolenie załogi, łącznie ze strzelaniem, oraz odbył liczne wizyty zagraniczne.
W 1936 „Deutschland” został skierowany na wody hiszpańskie, aby chronić niemieckie interesy podczas toczącej się wojny domowej. W 1937 okręty włoskie i niemieckie blokowały wybrzeża znajdujące się pod kontrolą socjalistów. Podczas trwania tej misji 29 maja 1937 „Deutschland” został zaatakowany w porcie Ibiza przez dwa rządowe bombowce, za sterami których siedzieli radzieccy piloci. W wyniku nalotu na miejscu zginęło 22 niemieckich marynarzy, a 83 zostało rannych, w tym kilkunastu ciężko. Ostatecznie liczba ofiar śmiertelnych wzrosła do 31. W odwecie za ten atak 31 maja w godzinach rannych Niemcy ostrzelali Almeríę.
Wybuch II wojny światowej zastał go na północnym Atlantyku, około 300 Mm na południe od Grenlandii. Po uzyskaniu zezwolenia 27 września na zwalczanie żeglugi pierwszy statek przechwycił 5 października, którym był brytyjski statek Stonegate (5044 BRT). Zatopił go, a załogę zabrał na pokład. Następnie 9 października zajął amerykański statek z ładunkiem do Wielkiej Brytanii i po obsadzeniu go załogą pryzową odesłano go do Niemiec, do których nigdy nie dotarł, ponieważ na norweskich wodach terytorialnych statek zatrzymała marynarka wojenna i powrócił do właściciela. 14 października zatopił statek norweski Loreny W. Hansen (1918 BRT) z ładunkiem tarcicy do Wielkiej Brytanii został po opuszczeniu przez załogę zatopiony. Następnie okręt powrócił na wody niemieckie i 17 listopada zakończył bojowy rejs w Gdyni.
25 stycznia 1940 okręt przemianowano na „Lützow”, gdyż Adolf Hitler uznał, że ewentualne zatopienie okrętu noszącego nazwę „Deutschland” (niem. Niemcy) może być niekorzystne propagandowo. 9 kwietnia 1940 podczas inwazji na Norwegię „Lützow” został trzykrotnie trafiony pociskami 150 mm baterii nadbrzeżnej. W drodze do Kilonii w wyniku ataku torpedowego wykonanego przez brytyjski okręt podwodny HMS „Spearfish” 11 kwietnia 1940, stracił dwie śruby, a jego rufa uległa poważnemu uszkodzeniu. Odholowany do stoczni, przez pół roku był remontowany, a następnie przeszedł do norweskiego fiordu Trondheim.

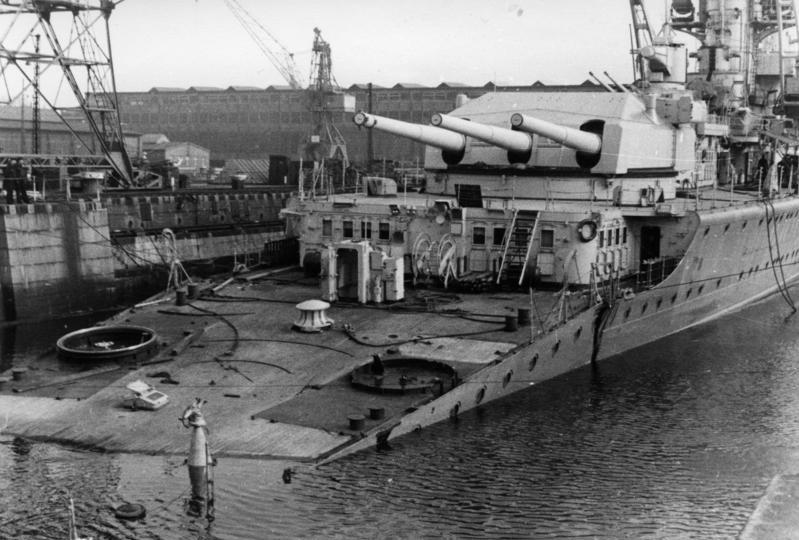
„Lützow” 14 kwietnia 1940 w Kilonii, po uszkodzeniu przez torpedę

13 czerwca 1941 dosięgnęła go torpeda zrzucona przez samolot brytyjski. Poważne uszkodzenia kadłuba unieruchomiły okręt na następny rok. 31 grudnia 1942 atakował koło Wyspy Niedźwiedziej podczas bitwy na morzu Barentsa konwój JW 51B. Mimo znacznej przewagi ogniowej, niemieckie okręty nie zdołały zatopić żadnego transportowca, a w dodatku straciły jeden z niszczycieli.
„Lützow” skierowany został na Bałtyk, służył jako okręt szkolny do końca 1944. 8 lutego 1945 wspierał swoją artylerią obrońców Fromborka, a od 23 marca ostrzeliwał sowieckie wojska nacierające na Gdańsk i Gdynię. W nocy z 4 na 5 kwietnia wraz z innymi okrętami wziął udział w osłonie operacji „Walpurgisnacht”, w której przetransportowano z Kępy Oksywskiej na Hel ok. 35000 uciekinierów i żołnierzy. 16 kwietnia 1945 w Kanale Piastowskim w Świnoujściu,  został poważnie uszkodzony podczas nalotu 617 dywizjonu RAF i osiadł na mieliźnie. 4 maja 1945 został zniszczony przez Niemców. 
Po wojnie wrak „Lützowa” wydobyli Sowieci. Został zatopiony na Morzu Bałtyckim 22 lipca 1947 w czasie eksperymentu użycia nowych dużych bomb lotniczych i pocisków artyleryjskich. Całość prób została sfilmowana i uwieczniona na licznych fotografiach, które zniknęły na prawie 50 lat w radzieckich archiwach. Wrak spoczywa na głębokości ok. 115 metrów.